# Hank Williams Jr.
Randall Hank Williams (26 de mayo de 1949), más conocido como Hank Williams Jr., es un cantante y compositor estadounidense de música country.
Su estilo musical se considera a menudo una mezcla de southern rock, blues y country tradicional.

## Biografía
Hijo del pionero de la música country Hank Williams y padre de Hank Williams III, Holly Williams, Hilary Williams, Samuel Williams y Katie Williams, comenzó su carrera siguiendo los pasos de su famoso padre, cantando sus canciones e imitando su estilo.
El propio estilo de Williams fue evolucionado lentamente, mientras luchaba por encontrar su propia voz y su lugar dentro de la industria de la música country. Esta tendencia se vio interrumpida por una caída casi fatal a un abismo en la montaña Ajax en Montana, el 8 de agosto de 1975. Tras una larga recuperación, volvió a la vida artística, desafiando los cánones creativos de la música country, con una mezcla de country, rock y blues.
Tuvo mucho éxito en la década de 1980, en la que obtuvo gran reconocimiento y popularidad, tanto dentro como fuera de la industria de la música country. Ahora es considerado un profesional experimentado y líder dentro y fuera del país.
Como multinstrumentista, el repertorio de Williams incluye guitarra, bajo eléctrico, contrabajo, banjo, dobro, piano, teclados, armónica, violín y batería.
Él es el interprete de la canción de Canyonero de la serie Los Simpson.
- Datos: Q552819
- Multimedia: Hank Williams, Jr. / Q552819